# Treasure Chest
Treasure Chest est une série de comics publiée de 1946 à 1972.

## Historique
Treasure Chest of Fun & Fact plus connu sous son nom abrégé Treasure Chest est créé le 12 mars 1946 par l'éditeur George A. Pflaum qui publie des magazines catholiques (Young Catholic Messenger, Junior Catholic Messenger et Our Little Messenger). Il est publié deux fois par mois durant l'année scolaire et est interrompu à chaque vacances d'été. Il est distribué uniquement par abonnement dans des écoles catholiques. En groupant les abonnements par école, cela permettait de faire des économies de courrier, les abonnements arrivant dans les écoles pour y être ensuite distribué aux élèves abonnés. Les thèmes abordés et leur traitement évitent tout ce qui pourrait inquiéter les parents. Il n'y est question que de sports, de la vie d'écoliers ou de récits de la vie des saints. De nombreux artistes reconnus ont dessiné des bandes dessinées dans ce comics. On y trouve ainsi les signatures de Bernard Baily le créateur du Spectre, Joe Sinnott, Murphy Anderson, Graham Ingels qui auparavant avait dessiné des récits d'horreur pour EC Comics et Reed Crandall. Ce dernier a, entre autres, dessiné une série intitulée This Godless Communism où sont peints les horreurs que devraient subir les américains si l'URSS dominait les États-Unis. À partir des années 1960, les ventes diminuent. Le comics devient alors mensuel mais avec deux fois plus de pages pour économiser les frais de port et diviser les coûts d'impression des couvertures. Cela ne suffit cependant pas et le dernier numéro de Treasure Chest est publié en juillet 1972.